# أنطونيو مولينا (ملحن)
أنطونيو مولينا هو ملحن فلبيني، ولد في 26 ديسمبر 1894 في قويابو ‏ في الفلبين، وتوفي في 29 يناير 1980.